# Stadio Hrazdan
Lo stadio Hrazdan (in armeno «Հրազդան» կենտրոնական մարզադաշտ?) è uno stadio per diversi sport situato a Erevan, in Armenia, e aperto nel 1970. Con i suoi 54 208 posti a sedere, l'Hrazdan è la più grande struttura sportiva del paese ed è lo stadio di casa per le partire della nazionale di calcio armena. Tale numero di spettatori è stato raggiunto dopo le recenti opere di ristrutturazione avvenute nel 2008, durante le quali lo stadio è stato trasformato in uno stadio avente solamente posti a sedere. Prima di tale opera di ammodernamento, lo stadio era capace di ospitare fino a circa 70 000 spettatori, inclusi quelli in piedi, e, in era sovietica, era uno dei quattro stadi più capienti dell'intera Unione Sovietica. Lo stadio ha più volte ospitato la finale di Coppa d'Armenia, così come la cerimonia d'apertura dei Giochi pan-armeni nel 2003.
Nel 1978 la nazionale di calcio sovietica ha disputato qui due partite, contro la nazionale finlandese e contro quella greca.

## Storia

### Origine e costruzione
La prima idea di costruire uno stadio di calcio nella valle del fiume Hrazdan fu proposta dall'allora primo direttore del consiglio dei ministri dell'Unione Sovietica, Anastas Mikoyan, durante una sua visita a Erevan negli anni Cinquanta. Durante il suo soggiorno nella residenza presidenziale posta su una collina dominante la valle dell'Hrazdan, egli si accorse di come quest'ultima somigliasse ad un "anfiteatro naturale" e propose quindi la costruzione di una struttura sportiva da 30 000 posti a sedere. Tuttavia, durante quel periodo l'idea non si concretizzò mai.
Nel 1967, le autorità della Repubblica Socialista Sovietica Armena lanciarono invece un maestoso programma per celebrare l'anniversario della sovietizzazione dell'Armenia nel 1970. Così, una squadra di architetti diretta dall'ex sollevatore di pesi Koryun Hakopyan e dall'ex schermitore Gurgen Musheghyan proposero un piano per la costruzione di uno stadio calcistico nella gola del fiume Hrazdan, avente una capienza di circa 75 000 spettatori.
Una volta approvato il progetto, furono così stanziati a suo favore un totale di circa 5 milioni di rubli, e i lavori di costruzione poterono iniziare nella seconda metà del 1969 e, anche grazie al supporto finanziario della Fondazione Calouste Gulbenkian, poterono essere terminati dopo circa 18 mesi.
Il processo di costruzione fu continuamente supervisionato dal leader comunista Karen Demirchyan e finalmente, nel novembre 1970, lo stadio poté aprire i battenti. L'apertura ufficiale dell'impianto, alla presenza di Leonid Il'ič Brežnev, avvenne il 29 novembre 1970, con la celebrazione del cinquantesimo anniversario della Repubblica Socialista Sovietica Armena anche lo spettacolo di apertura dovette essere rimandato di qualche giorno a causa delle forti nevicate. 
Lo stadio Hrazdan ha ospitato la sua prima partita di calcio ufficiale il 19 maggio 1971 quando l'Ararat Erevan ha sconfitto il Kairat Almaty 3-0 in di fronte a 78 000 spettatori (numero che è tutt'oggi il record di presenze per lo stadio), con reti di Alexandr Kovalenko, Oganes Zanazanyan e Nikolai Kazaryan, rispettivamente al 50º, al 74º e al 77º minuto.

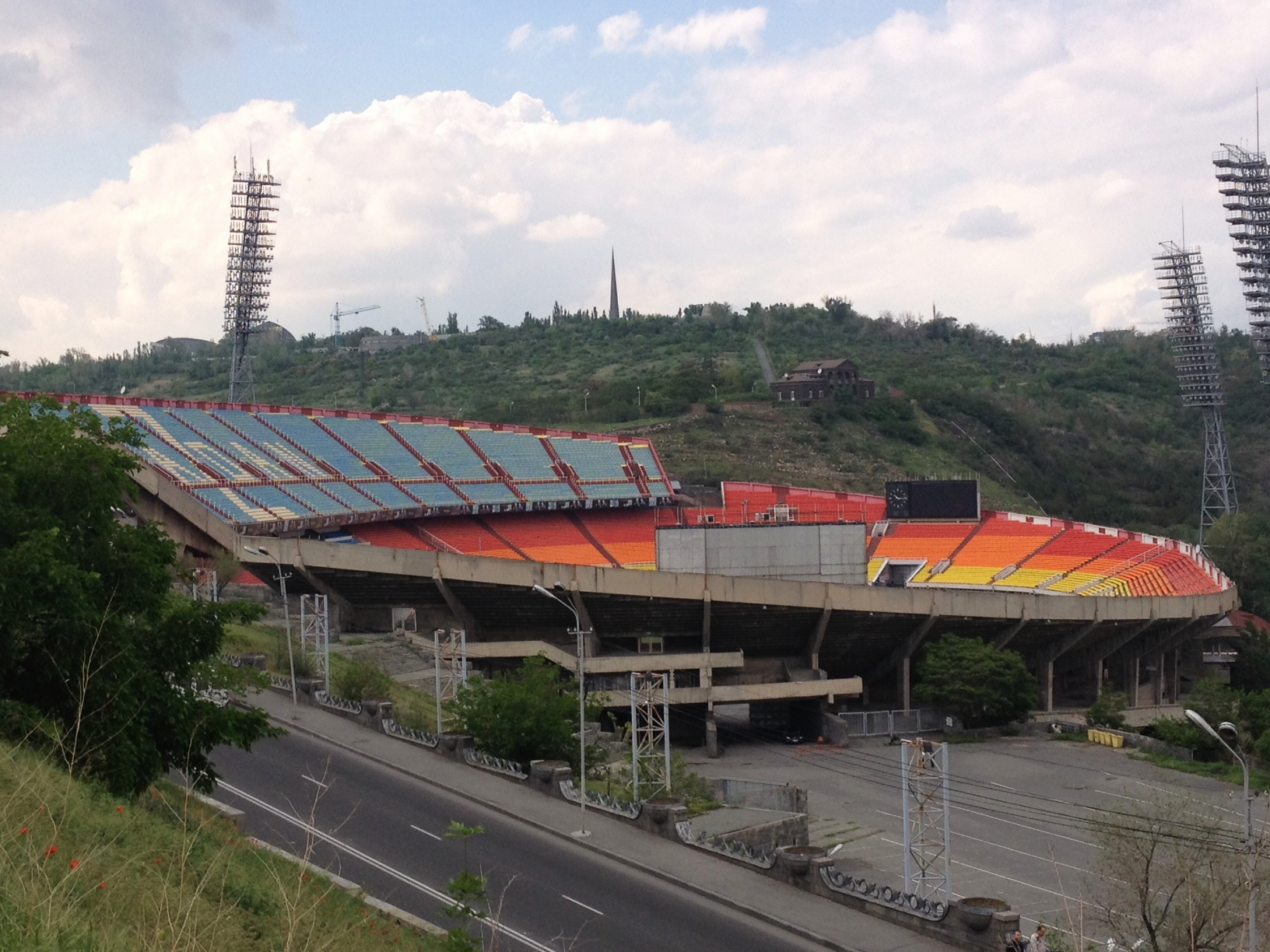
Veduta panoramica dello stadio.

Durante l'era sovietica dell'Armenia, lo stadio ha ospitato alcuni dei momenti più gloriosi del calcio armeno, come la qualificazione dell'Ararat Erevan all'edizione 1974-1975 della Coppa dei Campioni.
Nel 1985, l'Hrazdan è stato uno degli impianti utilizzati per il campionato mondiale giovanile di calcio, svoltosi in Unione Sovietica, ed ha ospitato gli incontri del primo gruppo nonché una partita dei quarti di finale.
Dopo l'indipendenza armena, lo stadio ha ospitato gli incontri della nazionale di calcio fino al 1999 quando è stato sostituito, nella sua funzione di stadio di casa della nazionale, dal più piccolo stadio Repubblicano Vazgen Sargsyan, ubicato sempre a Erevan. Il più alto numero di spettatori per un incontro della nazionale tenuto nell'Hrazdan è stato raggiunto il 9 ottobre 1996, quando l'Armenia perse 5 a 1 contro la nazionale tedesca davanti a 42 000 persone, in un incontro valido per la qualificazione ai campionati mondiali di calcio del 1998.

### Squadra di architetti
Lo stadio, il primo al mondo ad essere costruito in un paesaggio montuoso, fu progettato dagli architetti armeni Koryun Hakobyan e Gurgen Musheghyan, mentre la sua edificazione fu supervisionata e coordinata dall'ingegner Edward Tossunian. Il gruppo di lavoro, che completò lo stadio in soli 18 mesi, ricevette nel 1971 il premio per la migliore costruzione dell'anno dal governo sovietico.

## Rinnovamento

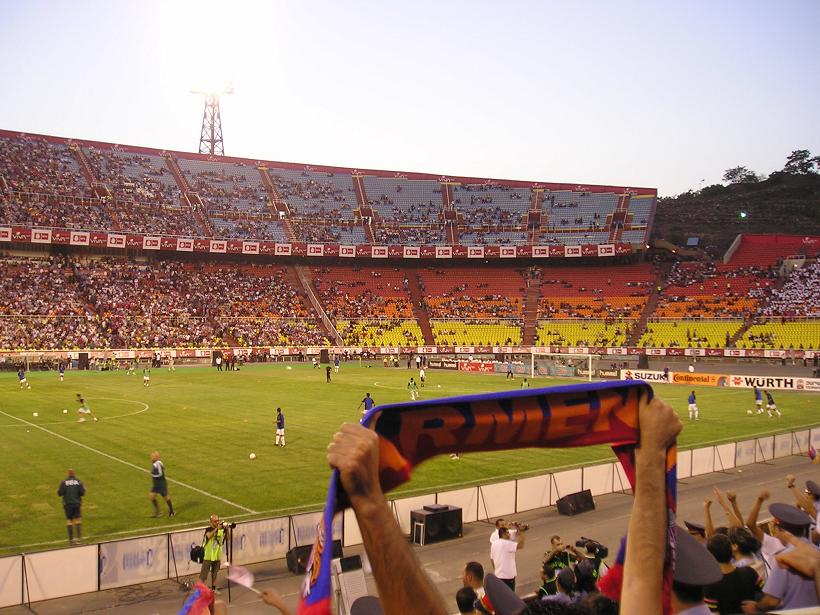
Lo stadio nel 2008.

Nel 2003 lo stadio fu privatizzato e venduto alla Hrazdan Holding CJSC, che iniziò a programmare un intervento di rinnovamento nello stadio da iniziare nel 2005. Tale processo fu portato a termine nel 2008, con la trasformazione dello stadio in stadio con soli posti a sedere.
Il 6 settembre 2008, poco dopo il termine delle opere di rinnovamento, lo stadio ha ospitato la partita della nazionale di calcio armena contro la nazionale turca. La nazionale, il cui ultimo incontro nello stadio risaliva all'8 settembre 1999, quando sfidò la nazionale francese in una sfida valida per i campionati di calcio europei del 2000, disputò la partita di fronte ai presidenti delle due nazioni, Serzh Sargsyan e Abdullah Gül, e alla presenza di 30 000 spettatori.
Stando a quanto affermato dal presidente della federazione calcistica armena, Ruben Hayrapetyan, per la modernizzazione delle infrastrutture, la pista di atletica, e l'installazione di una copertura completa delle tribune, la spesa totale è stata di circa 6 milioni di euro. Scopo delle opere di rinnovamento è stato anche quello di poter candidare lo stadio a possibile sede di scontri finali di competizioni internazionali della UEFA.

## Record di presenze

### Concerti
Nel 1989, un anno dopo il terremoto che nel 1988 uccise più di 25 000 persone e ne lasciò più di 500 000 senza casa, con lo scoppio della prima guerra del Nagorno Karabakh e la crescita dell'ondata nazionalista, centinaia di migliaia di armeni avevano la necessità di trovare un diversivo che li distraesse per un attimo dalle avversità e facesse loro ritrovare l'importanza delle attività comuni. Per questo, più di 110 000 spettatori si assieparono nello stadio Hrazdan per ascoltare le rivoluzionarie e patriottiche canzoni di Harout Pamboukjian, in quello che, secondo quanto affermato dall'allora ministro della cultura Yuri Melik-Ohanjanian, fu il concerto con il maggior numero di spettatori nella storia dell'Armenia.

### Ararat Erevan
Di seguito la lista delle dieci partite dell'Ararat Erevan con il più alto numero di spettatori durante l'era sovietica:
- 19 maggio 1971, Vysšaja Liga: Ararat Erevan 3-0 Kairat Almaty, spettatori: 78 000.
- 19 marzo 1975, Coppa dei Campioni 1974-1975, quarti di finale, secondo turno: Ararat Erevan 1-0 Bayern Monaco, spettatori: 70 000.
- 28 ottobre 1973, Vysšaja Liga: Ararat Erevan 3-2 Zenit Leningrado, spettatori: 70 000.
- 13 ottobre 1974, Vysšaja Liga: Ararat Erevan 2-2 Dinamo Tbilisi, spettatori: 70 000.
- 22 luglio 1973, Vysšaja Liga: Ararat Erevan 3-0 Dinamo Minsk, spettatori: 70 000.
- 14 aprile 1973, Vysšaja Liga: Ararat Erevan 1-1 [rig. 4-3] Zorja Voroshilovgrad, spettatori: 70 000.
- 14 settembre 1971, Vysšaja Liga: Ararat Erevan 0-1 Dinamo Tbilisi, spettatori: 70 000.
- 20 giugno 1971, Vysšaja Liga: Ararat Erevan 1-0 Šachtar Donec'k, spettatori: 70 000.
- 16 luglio 1975, Coppa dell'URSS, semifinale: Ararat Erevan 3-1 Dinamo Tbilisi, spettatori: 68 600.
- 8 luglio 1973, Vysšaja Liga: Ararat Erevan 1-0 CSKA Mosca, spettatori: 66 000.

### Nazionali
- 9 ottobre 1996, Qualificazioni campionato mondiale 1998 - UEFA, Gruppo 9: Armenia 1—5 Germania, spettatori: 42 000.[12]
- 20 settembre 1978, Qualificazioni al campionato europeo 1980, Gruppo 6: Unione Sovietica 2-0 Grecia, spettatori: 40 000.[2]
- 26 aprile 1995, Qualificazioni al campionato europeo 1996, Gruppo 2: Armenia 0—2 Spagna, spettatori: 35 000.[13]
- 12 ottobre 2012, Qualificazioni campionato mondiale 2014 - UEFA, Gruppo B: Armenia 1-3 Italia, spettatori: 32 000.[14]
- 6 settembre 2008, Qualificazioni campionato mondiale 2010 - UEFA, Gruppo 5: Armenia 0—2 Turchia, spettatori: 30 000.[15]